# La lucida follia di Marco Ferreri
La lucida follia di Marco Ferreri è un film documentario del 2017 diretto da Anselma Dell'Olio.
Nel 2018 conquista il David di Donatello nella sezione documentario.